# St. Jakobus (Wildenholz)

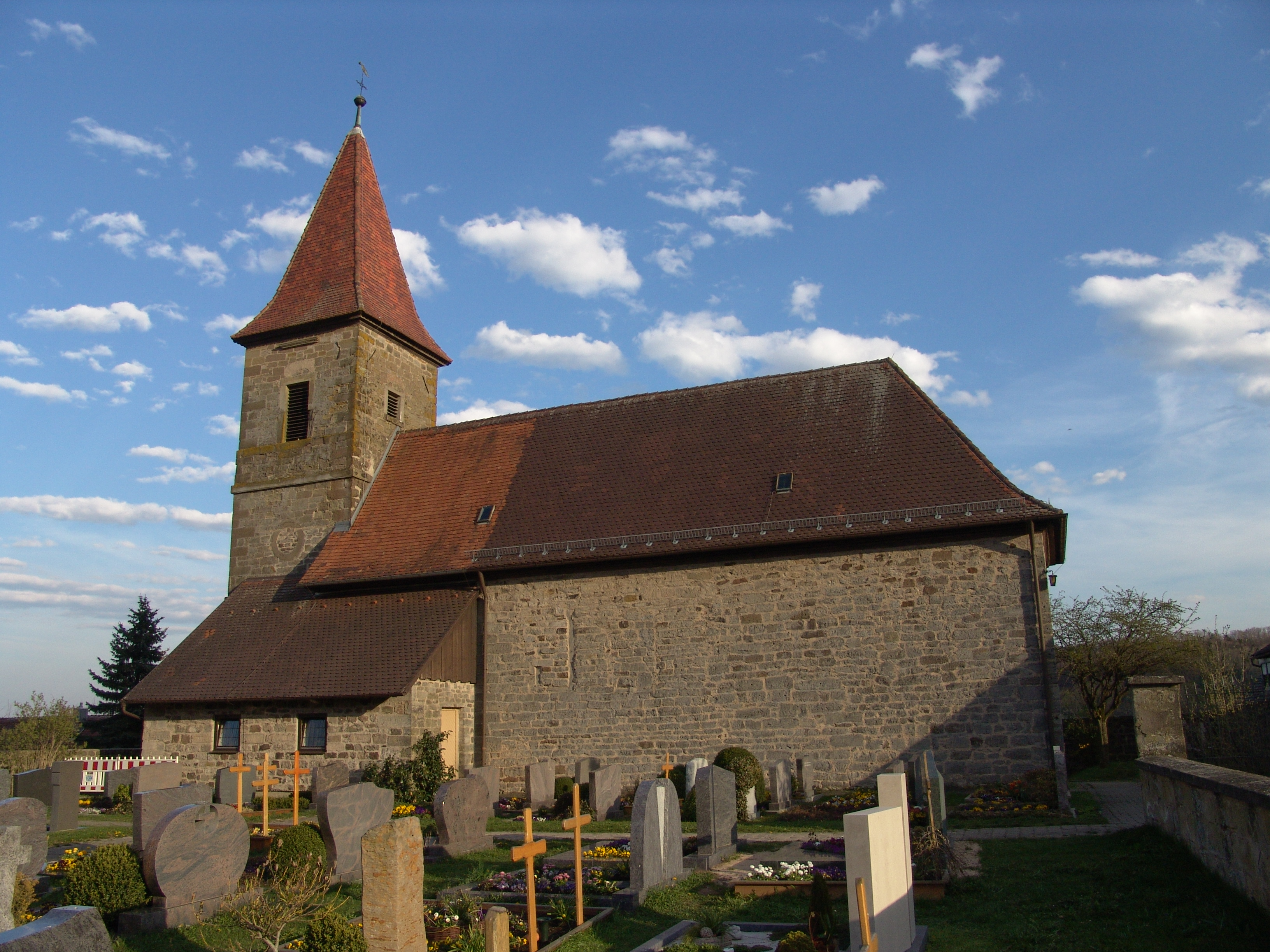
St. Jakobus (Wildenholz)

Die denkmalgeschützte, evangelisch-lutherische Pfarrkirche St. Jakobus steht in Wildenholz, einem Gemeindeteil der Gemeinde Schnelldorf im Landkreis Ansbach (Mittelfranken, Bayern). Die Kirche ist unter der Denkmalnummer D-5-71-199-17 als Baudenkmal in der Bayerischen Denkmalliste eingetragen. Die Kirchengemeinde gehört zum Dekanat Feuchtwangen im Kirchenkreis Ansbach-Würzburg der Evangelisch-Lutherischen Kirche in Bayern.

## Beschreibung
Der romanische Chorturm im Osten des Langhauses der Saalkirche wurde um 1300 gebaut. Seine Obergeschosse wurden 1818 abgetragen, anschließend wurde er wieder auf drei Geschosse aufgestockt und mit einem Pyramidendach bedeckt. Sein oberstes Geschoss beherbergt hinter den Klangarkaden den Glockenstuhl. 1975 wurde der Innenraum umgestaltet. Der Innenraum des Chors, d. h. das Erdgeschoss des Chorturms, und der des Langhauses sind mit einer einheitlichen Holzbalkendecke überspannt. Die doppelstöckige Empore an der Nordseite des Langhauses wurde entfernt, die Empore im Osten, auf der die Orgel steht, und die im Westen blieben erhalten. Am 20. Februar 2000 wurde eine hölzerne Statue des heiligen Jakob aufgestellt.